# Czicziko Bendeliani

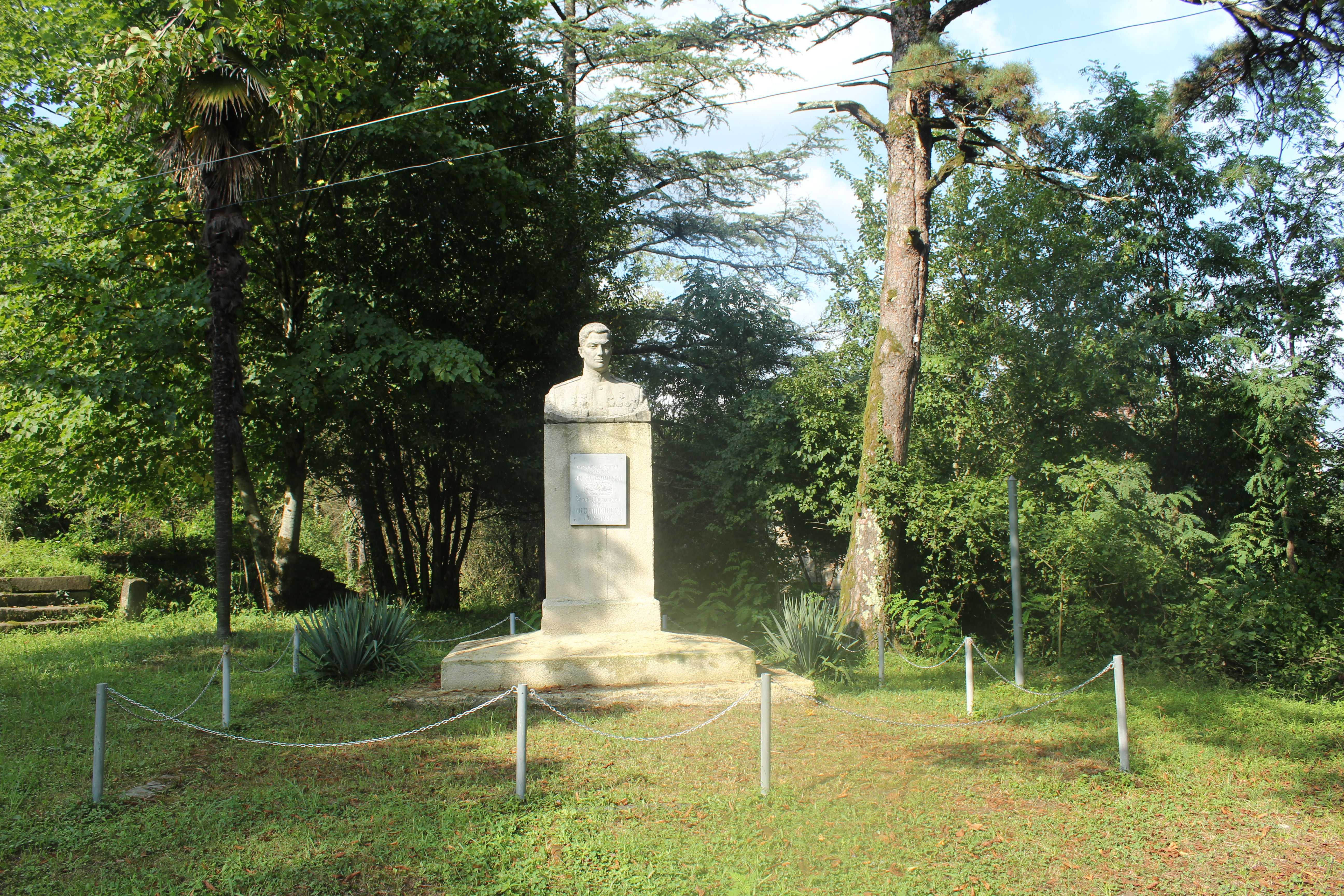
Popiersie Chichiko Bendeliani w Parku Leśnym Goraberezhouli

Czicziko Kaisarowicz Bendeliani (gruz. ჭიჭიკო ყაისარის ძე ბენდელიანი, ros. Чичико Кайсарович Бенделиани, ur. 29 stycznia 1913 we wsi Czohatauri w Gruzji, zm. 20 lipca 1944 w rejonie kowelskim w obwodzie wołyńskim) – radziecki lotnik wojskowy, major, Bohater Związku Radzieckiego (1943).

## Życiorys
Urodził się w gruzińskiej rodzinie chłopskiej. Skończył 7 klas, pracował jako ekspedytor i jednocześnie uczył się w aeroklubie w Tbilisi, od 8 września 1935 służył w Armii Czerwonej. W 1937 ukończył Kaczyńską Wojskową Wyższą Szkołę Lotniczą Pilotów, był pilotem, młodszym lotnikiem i dowódcą klucza 5 eskadry 43 pułku lotnictwa myśliwskiego w Kijowskim Specjalnym Okręgu Wojskowym, w 1940 został członkiem WKP(b). 
Po ataku Niemiec na ZSRR został skierowany na Front Południowo-Zachodni, od lipca 1941 był dowódcą klucza 43 pułku lotnictwa myśliwskiego Sił Powietrznych 21 Armii Frontu Południowo-Zachodniego, walczył na Ukrainie. Podczas jednej z walk powietrznych wyczerpał amunicję, po czym wykonał taranowanie własnym samolotem, strącając Me-109. Później walczył w bitwie pod Stalingradem, zestrzeliwując 5 samolotów wroga, uczestniczył też w bitwie pod Kurskiem latem 1943 jako nawigator 54 gwardyjskiego pułku lotnictwa myśliwskiego 1 Gwardyjskiej Dywizji Lotnictwa Myśliwskiego 16 Armii Powietrznej Frontu Centralnego. Do czerwca 1943 wykonał 385 lotów bojowych i stoczył 72 walki powietrzne, odnosząc 7 zwycięstw osobiście i 12 w grupie. Później został zastępcą dowódcy 54 gwardyjskiego pułku lotnictwa myśliwskiego 6 Armii Powietrznej 1 Frontu Białoruskiego w stopniu majora, łącznie w czasie wojny wykonał ponad 400 lotów bojowych i strącił 12 samolotów wroga osobiście i 20 w grupie. 20 lipca 1944 podczas jednej z walk powietrznych został ciężko ranny i po wylądowaniu zmarł. Został pochowany we wsi Byteń w rejonie kowelskim. Jego imieniem nazwano ulice w Łucku i Tbilisi.

## Odznaczenia
- Złota Gwiazda Bohatera Związku Radzieckiego (24 sierpnia 1943)
- Order Lenina (dwukrotnie)
- Order Czerwonego Sztandaru
- Order Wojny Ojczyźnianej I klasy
- Order Wojny Ojczyźnianej II klasy

I medale.